# Giuseppe Vay
Giuseppe Vay (Milano, 28 agosto 1911 – ...) è stato un calciatore italiano, di ruolo centrocampista.

## Carriera
Nella stagione 1929-1930 ha disputato 5 incontri di Serie A con la maglia del Torino, esordendo in massima serie l'8 novembre 1929 in Brescia-Torino (0-2).
Nella stagione 1930-1931 ha militato in Serie B con la maglia del Palermo, giocando 8 partite.
Ha militato anche nel Chieri e nella Balzolese.